# Singladura
En términos náuticos se denomina singladura al camino o distancia recorrida por una embarcación durante la navegación. Se mide desde el mediodía de una jornada hasta el mediodía de la siguiente.
La singladura puede ser de 23, 24 o 25 horas según la embarcación cambie o no de huso horario. Un barco que navegue hacia el este, si se pasa de huso horario deberán adelantarse los relojes de a bordo, por tanto la jornada será de 23 horas, en el caso inverso de 25.
En el cuaderno de bitácora o diario de navegación se efectúan los asientos desde las cero horas hasta las veinticuatro, por lo que a efectos legales la singladura es coincidente con la jornada civil.
Se consideran también singladuras, aunque incompletas, los intervalos navegados desde la media noche hasta la llegada a puerto y desde la salida de puerto hasta medianoche.
- Datos: Q6129302